# Forbidden Stories
Forbidden Stories es una organización sin fines de lucro con la misión de «continuar y publicar el trabajo de otros periodistas que enfrentan amenazas, prisión o asesinato». Para lograrlo, permite a los periodistas enviar su trabajo a Forbidden Stories, para que otros periodistas tengan acceso al material en caso de que el investigador original ya no pueda seguirlo. Se asocia con organizaciones como Reporteros sin Fronteras y Freedom of the Press Foundation.
Internacionalmente ha sido elogiada por Columbia Journalism Review, Daily Times, Deutschlandfunk, The Guardian, Le Monde, y RTBF.
En marzo de 2018, recibió el gran premio Proyecto de Periodismo del Año en la Cumbre Anual de Periodismo de Francia y estuvo en la lista de finalistas del Premio Europeo de la Prensa en la categoría de innovación en 2019.

## Antecedentes
El emprendimiento de Forbidden Stories fue imaginado por Laurent Richard, un periodista de investigación y cineasta francés  en 2015, después del tiroteo del 7 de enero de 2015 en Charlie Hebdo en el que murieron 12 personas y otras 11 resultaron heridas, todos periodistas y dibujantes. por miembros de la rama del grupo terrorista Al-Qaeda en Yemen. Las oficinas de Charlie Hebdo estaban cerca del lugar de trabajo de Richard.
Daphne Caruana Galizia murió en la explosión de un coche bomba el 16 de octubre de 2017. El 30 de octubre de 2017, Reporteros sin Fronteras (RSF) y la ONG Freedom Voices Network anunciaron el lanzamiento de Forbidden Stories, una plataforma en línea segura y encriptada que permite a los periodistas amenazados subir su trabajo y asegurar sus datos e información. Forbidden Stories, que fue fundada por Laurent Richard, permite a los periodistas continuar con los reportajes de investigación de los periodistas "silenciados" y revelar sus historias a una amplia audiencia. El propósito de Forbidden Stories es «disuadir posibles ataques a periodistas respaldando su trabajo, y publicitar asesinatos y desapariciones de colegas como Caruana Galizia». Forbidden Stories continúa el «trabajo de periodistas asesinados, encarcelados o incapacitados».
Richard dijo que el proyecto Daphne se inspiró en iniciativas similares del pasado relacionadas con el asesinato de otros periodistas, como el proyecto Arizona, en el que 38 periodistas estadounidenses completaron el trabajo de investigación de Don Bolles tras su asesinato en 1976. En 2015, los colegas de Khadija Ismayilova del Proyecto de Denuncia de la Corrupción y el Crimen Organizado (OCCRP, siglas del inglés para Organized Crime and Corruption Reporting Project) continuaron su trabajo sobre «la corrupción y la evasión fiscal de la familia gobernante en Bakú» a través de El Proyecto Khadija, después de que fuera encarcelada en Azerbaiyán. La Associação Brasileira de Jornalismo Investigativo (ABRAJI), una ONG brasileña de periodismo de investigación, continuó el trabajo de Tim Lopes, quien fue quemado vivo por su trabajo sobre el narcotráfico en Río de Janeiro en 2002.

## Historias
Forbidden Stories ha continuado el trabajo de los periodistas después de su muerte:
- Luego del asesinato de Miroslava Breach, Forbidden Stories continúa su investigación sobre violaciones de derechos humanos, narcotráfico y corrupción gubernamental[18] en cooperación con Bellingcat[19] y el Centro Latinoamericano de Periodismo de Investigación (CLIP).[20]
- En el proyecto Green Blood ha continuado la labor de 13 periodistas asesinados por informar sobre temas ambientales: Crispin Perez, Desidario Camangyan, Ardiansyah Matra'is, Gerardo Ortega, Darío Fernández Jaén, Wisut Tangwittayaporn, Hang Serei Odom, Sai Reddy, Mikhail Beketov, Jagendra Singh, Soe Moe Tun, Karun Misra y María Efigenia Vásquez Astudillo.[21][22]
- La investigación del secuestro y asesinato del periodista ecuatoriano Javier Ortega, el fotógrafo Paúl Rivas y su chofer Efraín Segarra forma parte del proyecto Deadly Border ('Frontera mortal').[23][24]
- Después del asesinato de Daphne Caruana Galizia, Forbidden Stories continúa su investigación en The Daphne Project.[25][26]
- Javier Valdez Cárdenas fue asesinado luego de sus investigaciones sobre el Cártel de Sinaloa.[27][28]
- Cecilio Pineda fue asesinado luego de alegar vínculos entre funcionarios locales y narcotraficantes en México.[29][30]
- La investigación sobre la corrupción en el fútbol de Ghana continuó después del asesinato de Ahmed Hussein-Suale.[31][32]
- En el proyecto del cártel se ha continuado con el informe de Regina Martínez sobre "miles de individuos desaparecidos misteriosamente"[33] y los cárteles mexicanos de la droga.[34]
- Como parte de una investigación sobre la desinformación llamada Story Killers, se continuó con el trabajo de Gauri Lankesh. La serie de investigación también expuso al Team Jorge.[35]

En 2021, Forbidden Stories formó parte del equipo de periodistas de investigación que hizo pública la información sobre el Proyecto Pegasus.

## Partidarios
Los partidarios destacados son:
- Can Dündar, ex editor en jefe del periódico turco Cumhuriyet
- Khadija Ismayilova, periodista de investigación azerbaiyana
- Marina Walker Guevara, subdirectora del Consorcio Internacional de Periodistas de Investigación con sede en Estados Unidos[38]
- Bastian Obermayer, periodista de investigación alemán ganador del premio Pulitzer del periódico Süddeutsche Zeitung
- Fabrice Arfi, codirector de investigaciones del diario francés en línea Mediapart [39]
- Will Potter, periodista de investigación estadounidense